# تقنية التخفي البلازمي
تقنية التخفي البلازمي plasma stealth هي عملية مقترحة يستخدم فيها البلازما لتقليل المقطع العرضي الراداري للطائرة. دراسات التفاعل ما بين الإشعاع الكهرومغناطيسي والبلازما قد زادت بشكل مكثف للاستفادة منها لعدة أغراض، منها محاولة إخفاء الطائرة من الرادار بطريقة نظرية التخفي البلازمي, نظرياً ممكن وذلك بتقليل المقطع العرضي الراداري RCS بتغطية هيكل الطائرة بالبلازما ولكن عمليا صعبة جداً, بعض الأساليب قد تكون قادرة بشكل معقول لإنتاج طبقة أو غيمة من البلازما حول الهيكل تتكون من شحنة كهربائية مبسطة أو ترددات راديوية تفرغ على عدة احتمالات غريبة مثل الليزر البلازمي.

## بداية الطريق
رغم مايبدو من صعوبة فنية من تصميم جهاز تخفي بلازمي لطائرات مقاتلة, إلا أن مطالبات تقول بأنه قد تم عرض منظومة مشابهة بروسيا عام 1999. 
في يناير ذلك العام عرضت وكالة الأنباء الروسية ايتار تاس مقابلة مع الدكتور اناتولي كوروتييف(مدير مركز كلديش للأبحاث, وهو المعهد الأبحاث العلمي للمعالجات الحرارية) وقد تكلم عن جهاز تخفي بلازمي طور داخل المنشأة, مما أدى بالاهتمام بشكل خاص على ضوء ماجاء به عالم ذو سمعة قوية ومعهده ذو الصيت الدولي بالمعالجات الحرارية الذي يعتبر من أكبر المعاهد بالعالم في مجال الفيزياء.
مجلة الدفاع الإلكتروني كتبت مقالة عن «تقنية نشوء ضبابة البلازما للقدرة على التخفي» طورت بروسيا وذلك بتقليل المقطع العرضي الراداري RCS بواسطة عامل 100. 
ووفقا لتلك المقالة الصادرة يونيو 2002 فإن جهاز التخفي البلازمي الروسي قد جرب على طائرة سوخوي27 وهي مقاتلة قاذفة. المجلة قالت أيضا بأن أبحاث مماثلة على قدرات البلازما لتقليل المقطع العرضي قد نفذت بواسطة معاهد وشركات بأمريكا وفرنسا.

## البلازما وخصائصها
تكاد البلازما أن تكون المادة الموجودة بالكون كلها, وهي تعتبر شبه محايدة كهربياً بمعنى أن الشحنة الكهربية تكاد تقترب من الصفر وهي خليط من الأيونات والإلكترونات وجسيمات محايدة (وهي ذرات غير متأينة) البلازما ليست متأينة بالكامل ولكن لها قدرات تقنية قوية تمتد من إنارة الفلورسنت وحتى المعالجة في صناعة أشباه الموصلات.
تتفاعل البلازما بقوة مع الموجات الكهرومغناطيسية لهذا السبب يمكن استخدامها وبشكل معقول لتعديل إشارة الأجسام الرإدارية. يعتمد التفاعل ما بين البلازما والإشعاع الكهرومغناطيسي بقوة على الخصائص الفيزيائية أو المعامل المتغير للبلازما (الحرارة والكثافة):
- فدرجة حرارة البلازما قد تبدأ من الصفر المطلق حتى تتعدى 109 كلفن (وللمقارنة فإن التنجستن تذوب بدرجة حرارة 3700كالفن).
- كثافة البلازما تبدأ من أقل من جزيء بالمتر المكعب وتصل إلى كثافة أكثر من الرصاص

المجال واسع لخصائص البلازما من المعامل المتغير والترددات فهو موصل للكهرباء, وتأثره بالموجات الكهرومغناطيسية ذات التردد البسيط مشابه للمعادن, يعني ببساطة أنه يعكس إشعاع الموجات البسيطة الطارئة. والمهم باستخدام البلازما هو التحكم بالموجات الكهرومغناطيسية المرتدة من الجسم (التخفي البلازمي) وهو عملي جدا بالترددات العالية حيث قابلية البلازما بالتوصيل تسمح بالتفاعل بقوة مع موجات الراديو القادمة ولكن تلك الموجات ستمتص وتتحول إلى طاقة حرارية بدلا من انعكاسها.
بما أن البلازما يتماشى مع مجال واسع من الموجات, ففي حالة البلازما غير الممغنطة أكثر مايتصل بها هي البلازما المتذبذبة موجات لانجمير التي تتطابق مع الضغط الديناميكي للإلكترون. أما البلازما الممغنطة فهناك صيغ متعددة من الموجات ممكن اثارتها ممايمكنها من التفاعل مع اشعاع ترددات الرادار.

## البلازما في الأسطح الدينامكية للطائرة
اهتم بطبقات البلازما المحيطة بالطائرة لأجل أغراض أخرى غير التخفي. هناك بحوث كثيرة على كيفية استخدام البلازما لتقليل المقاومة الديناميكية للهواء. مزاوجة ديناميكية الموائع الكهربائية  electrohydrodynamic ممكن ان يستخدم لزيادة تسارع تيار الهواء بجوار السطح الديناميكي. هناك بحث اهتم باستخدام إطار البلازما للتحكم بطبقة القشرة الهوائية على الجناح في حالة السرعة المنخفضة بالنفق التجارب الهوائي, وهذا يظهر ان من الممكن إنتاج بلازما على قشرة الطائرة ولكن لم يتم التعرف بعد ماإذا كانت تلك البلازما المنتجة من تجربة ديناميكية الهواء يمكن استخدامها لتقليل المقطع العرضي
للرادار أو لأ؟.

## امتصاص الإشعاع الكهرومغناطيسي
عندما تنتشر الموجات الكهرومغناطيسية كإشعاع الرادار في البلازما الموصلة فإن الأيونات والإلكترونات ستزاح من مكانها بسبب الفارق الزمني ما بين المجال الكهربي والمغناطيسي, فالموجة تعطي طاقة للجزيء والجزيئ تلقائيا سيعيد بعض من الطاقة المعطاة إلى تلك الموجة ولكن باقي الطاقة سيمتص ويتحول إلى حرارة بعمليات تشبه التناثر أو تسارع الطنين (الصدى) وربما تتحول إلى شكل موجة أخرى أو تأثيرات اعوجاجية للموجة. تستطيع البلازما أن تمتص جميع طاقة الموجة وهذا هو سر التخفي للبلازما, بمعنى أن التخفي البلازمي يمكنه تقليل المقطع العرضي الرإداري للطائرة وبشكل قوي مما يجعل من الصعوبة أو ربما استحالة التقاطها من الرادار, ولكن مجرد التقاط الطائرة بواسطة الرادار ليس معناه أنه يحتاج إلى الدقة بالهدف لكي يرسل إليه صاروخ أو طائرة اعتراضية.مع ذلك فإن تقليل المقطع العرضي سيقلل من مسافة الكشف الرإداري مما يمكن الطائرة من الاقتراب من الهدف قبل اكتشاف أمرها.
المسألة المهمة هنا هو تردد الموجة القادمة, فالبلازما تعكس الموجات التي أقل من التردد المحدد (يعتمد على خصائص البلازما الموجودة هنا). وقد ساعد هذا الاتصالات ذات المدى البعيد لأن إشارة الموجات قصيرة التردد تُحجز ما بين الأرض وطبقة الأيونوسفير(وهي نوع من البلازما) وهذا يساعدها للذهاب أبعد مايمكن, ويستخدمها رادارالإنذار المبكر الأفقي. أما الرادارات العسكرية المحمولة جوا ورادار الدفاع الجوي تعمل بحزمة الميكرويف حيث طبقة الأيونوسفير تمتص تلك الحزمة (استخدام اتصالات المكرويف ما بين الأرض والقمر الصناعي يبين أن هناك بعض الموجات على الأقل تضيع داخل الأيونسفير).
كما رأينا فالبلازما تجعل الطائرة غير مرئية بامتصاصها الإشعاع القادم إليها وتمنع أي إشارة تنعكس من الأجزاء المعدنية للطائرة, وقد تعدل الموجة المنعكسة منها حتى تربك أنظمة الرادار المضادة لها وذلك بطريقة إزاحة تردد الموجة المنعكسة مما يحبط فلترة رادار الدوبلر أو تجعل الموجة المنعكسة أشبه بالضوضاء فتصبح بلا فائدة منها.
من المهم التحكم بخصائص البلازما لسير عمل جهاز التخفي البلازمي, وذلك بعمل عيار يدوي لكثافة البلازما والحرارة والتكوين والمجال المغناطيسي حتى يمكن منع أنواع مختلفة من أنظمة الرادار من التقاطها, ولكن الرادارات التي عندها المرونة بتغيير تردداتها المرسلة قد تستطيع الإفلات من المنع البلازمي. بما أن هناك مواد تمتص اشعاع الرادار فتقنية التخفي البلازمي قد لايكون العلاج الناجع ضد الرادار.
لا تخلو تلك التقنية من مشاكل فنية عديدة مثل:
- تنبعث من البلازما نفسها اشعاع كهرومغناطيسي.
- مع مرور الوقت يعاد امتصاص تلك البلازما من جانب طبقة الجو مما يظهر جزء من الهواء المتأين خلف الطائرة عند طيرانها.
- البلازما مثل إضاءة الفلورسنت تميل إلى انبعاث وهج مرئي وهي ليست بالضرورة متوافقة مع الملاحظة العامة.
- من الصعوبة بمكان إنتاج بلازما تمتص الرادار وتغطي جميع أجزاء الطائرة خلال السفر بسرعات عالية ولكن ممكن تقليل المقطع العرضي الرإداري بقوة من خلال تغليف البلازما لأكثر الأسطح انعكاسا مثل مراوح المحركات التوربينية turbojet engine fan blades ومدخل الهواء للمحرك engine air intakes والموازن العمودي للطائرة vertical stabilizers.

## العمل بتلك النظرية مع القمر الصناعي السوفييتي sputnik
خلال معرفتنا في هذا الموضوع للقدرات العسكرية الواضحة, كان هناك بعض الدراسات التجريبية القليلة المتاحة لتأثير البلازما على المقطع العرضي الرإداري للطائرة, لكن تفاعل البلازما مع تردد الميكرويف هو اكتشاف جيد في نطاق فيزياء البلازما. البداية تكون جيدة مع نصوص المراجع لفيزياء البلازما ونحتاج وقتا لمناقشة انتقال الموجة في البلازما.
من أهم المقالات المتعلقة بتأثير البلازما على المقطع العرضي الرإداري نشر عام 1963بواسطة جمعية مهندسي الكهرباء والإلكترونيات الأمريكية, والمقال كان بعنوان المقاطع العرضية الرإدارية للعوازل أو الموصلات كروية الشكل المغطاة بالبلازما والإسطوانات الدائرية "Radar cross sections of dielectric or plasma coated conducting spheres and circular cylinders" وقبلها بست سنوات 1957 كان السوفييت قد أطلقوا أول قمر صناعي خلال البرنامج الفضائي المسمى سبوتنك-1, وعند المحاولة لتتبع مسار القمر الروسي لوحظ أن خصائص الانتثار الكهرومغناطيسي تختلف عما كان متوقعا لمجال التوصيل كان ذلك خلال سفر القمر الصناعي داخل منطقة بلازمية.
الشكل المبسط لسبوتنك-1 القمر الروسي يساعد على توضيح مثالي لتأثير البلازما على المقطع العرضي للطائرة, طبيعيا شكل الطائرة تكون أكثر تفصيلا وأكثر تعددا للمواد المصنعة له ولكن التأثير الأساسي يبقى كما هو. في حالة السبوتنك الذي يطير خلال طبقة الأيونسفير بسرعات عالية ومحاط بقشرة من البلازما الطبيعية, سيكون هناك انعكاسين منفصلين للرادار: الأول يكون من الجسم الموصل للستالايت نفسه والآخر يكون من قشرة البلازما العازلة.
وقد اكتشف الباحثون أن القشرة العازلة البلازما قد تزيد أو تنقص نطاق الصدى للجسم, وإذا حالة من حالتي الانعكاس المذكورتين سابقا ازدادت فإن الحالة الأخرى ستضعف مساهمتها بشكل عام. لذلك فإن الإشارة الكهرومغناطيسية التي تخترق قشرة البلازما ثم تنعكس من سطح الجسم ستنهار كثافتها خلال العودة كما شرحناها سابقاً. التأثير المهم الملاحظ هو عندما يكون كلا الانعكاسين متساويان, في بتلك الحالة سيكونان كطوران والمجال الناتج هو الذي يحدد المقطع العرضي الرإداري. وعندما يكون الانعكاسين مختلي التطاور سيحدث الإلغاء بين بعضهما البعض، ومعنى ذلك عند حالات محددة سيصبح المقطع العرضي يساوي صفرا ويكون الجسم غير مرئي أمام شاشات الرادار.
التطبيقات البسيطة للتخفي البلازمي هو استخدام البلازما كهوائي: فسواري الهوائيات المعدنية يكون لها مقطع عرضي رإداري كبير نوعا ما, ولكن عند وضع أنبوب زجاجي مفرغ ممتلئ بالبلازما قليلة الضغط يمكن استخدامها كهوائي ويكون شفاف تماما على الرادار عند عدم استخدامه.

## اقرأ أيضاً
- تقنية التخفي
- البلازما
- رادار